# Emilia hockii
Emilia hockii là một loài thực vật có hoa trong họ Cúc. Loài này được (De Wild. & Muschl.) C.Jeffrey mô tả khoa học đầu tiên năm 1986.